# ISTエンターテインメント
ISTエンターテインメント（韓: 아이에스티엔터테인먼트、英: IST Entertainment）は、韓国の芸能事務所。カカオエンターテインメント傘下。2021年11月1日付けでPlay MエンターテインメントとCre.kerエンターテインメントの合併により設立LIPS ONE MUSIC GROUP会員。

## 沿革

### Plan Aエンターテインメント
2011年1月3日、CUBEエンターテインメントの子会社「A CUBEエンターテインメント」として設立された。
2011年4月19日、6人組ガールズグループ「Apink」を輩出。同年に歌手のホ・ガクと専属契約を結び、9月16日に輩出。
2015年11月25日、LOENエンターテインメント（現：カカオエンターテインメント）がA CUBEエンターテインメントの株式70%を取得。
2016年3月2日、CUBEエンターテインメントから独立し、「Plan Aエンターテインメント」へと社名を変更。
2016年11月9日、7人組ボーイズグループ「VICTON」を輩出。

### FAVEエンターテインメント
2012年、LOENエンターテインメントの社内レーベル「LOEN TREE」として設立された。かつては、IU、FIESTAR、JBJなどが所属していた。
2016年5月2日、「FAVEエンターテインメント」へと社名を変更。

### Play Mエンターテインメント
KakaoM（現：カカオエンターテインメント）傘下のPlan AエンターテインメントとFAVEエンターテインメントの合併により設立された。キャッチコピーは「The Playground for Music and You」。
2019年4月1日、Plan AエンターテインメントがFAVEエンターテインメントを吸収合併し、「Play Mエンターテインメント（朝: 플레이엠 엔터테인먼트）」へと社名を変更。
2019年5月12日、歌手のイム・ジミンを輩出。
2020年6月30日、7人組ガールズグループ「Weeekly」を輩出。

### Cre.kerエンターテインメント
2016年、KakaoM傘下の芸能事務所として設立された。THE BOYZ、Melody Dayなどが所属。

## 所属
| アーティスト   | メンバー | 脱退メンバー                 | デビュー | 期間          |
| -------------- | --- | ---------------------------- | -------- | ------------- |
| Apink          | パク・チョロン、ユン・ボミ、チョン・ウンジ、キム・ナムジュ、オ・ハヨン                                                | ホン・ユギョン、ソン・ナウン | A CUBE   | 2011年 - 現在 |
| VICTON         | ハン・スンウ、カン・スンシク、イム・セジュン                                                                          | ホ・チャン                   | Plan A   | 2016年 - 現在 |
| Bandage        | イ・チャンソル、カン・ギョンユン、シン・ヒョンビン                                                                    | イム・ヒョンビン             | Play M   | 2020年 - 現在 |
| Weeekly        | イ・スジン、マンデー、パク・ソウン、イ・ジェヒ、ジハン、ゾア                                                          | シン・ジユン                 | Play M   | 2020年 - 現在 |
| THE BOYZ       | サンヨン、ジェイコブ、ヨンフン、ヒョンジェ、ジュヨン、 ケビン、ニュー、キュー、ハンニョン、ソヌ、エリック             | ファル                       | Cre.ker  | 2017年 - 現在 |
| ヒュニンバヒエ | （Kep1er参照） | -                            | -        | 2021年 - 現在 |
| ATBO           | オ・ジュンソク、リュ・ジュンミン、ペ・ヒョンジュン、 ソク・ラグォン、チョン・スンファン、キム・ヨンギュ、ウォン・ビン | ソク・ラグォン               | IST      | 2022年 - 現在 |

## 過去の所属
| アーティスト | メンバー | 脱退メンバー | デビュー | 期間            |
| ------------ | -------- | ------------ | -------- | --------------- |
| ホ・ガク     | -        | -            | A CUBE   | 2011年 - 2021年 |
| イム・ジミン | -        | -            | Play M   | 2019年 - 2021年 |